# Hincapie Sportswear Development Team/Saison 2013
Dieser Artikel listet Erfolge und Fahrer des Radsportteams Hincapie Sportswear Development in der Saison 2013 auf.

## Erfolge in der America Tour
| Datum    | Rennen                         | Kat. | Fahrer        |
| -------- | ------------------------------ | ---- | ------------- |
| 14. Juni | 4. Etappe Tour de Beauce (EZF) | 2.2  | Joey Rosskopf |

## Erfolge in der UCI Europe Tour
| Datum       | Rennen                         | Kat. | Fahrer        |
| ----------- | ------------------------------ | ---- | ------------- |
| 12. Mai     | 5. Etappe Flèche du Sud        | 2.2  | Oscar Clark   |
| 18. Mai     | 1. Etappe Paris-Arras Tour     | 2.2  | Joey Rosskopf |
| 18.–19. Mai | Gesamtwertung Paris-Arras Tour | 2.2  | Joey Rosskopf |

## Zugänge – Abgänge
| Zugänge                       | Team 2012                             | Abgänge             | Team 2013              |
| ----------------------------- | ------------------------------------- | ------------------- | ---------------------- |
| Joey Rosskopf                 | Team Type 1-Sanofi                    | Lawrence Warbasse   | BMC Racing Team        |
| Andy Baker                    | Bissell Cycling                       | Tanner Putt         | Bontrager Cycling Team |
| Robin Carpenter               | Chipotle-First Solar Development Team | Jovan Zekavica      | Borac-Čačak            |
| Benjamin Zawacki              | Team SmartStop-Mountain Khakis        | Isaac Enderline     | Unbekannt              |
| Ben Hill                      | Neoprofi                              | Parker Kyzer        | Unbekannt              |
| Thomas Wrona                  | Neoprofi                              | Andrew Joseph Meyer | Unbekannt              |
| Joseph Schmalz (ab 1. August) | Elbowz Racing-Boneshaker Project      | Will Richter        | Unbekannt              |
|                               |                                       | Michael Stone       | Unbekannt              |
|                               |                                       | Aleksa Veličković   | Unbekannt              |

## Mannschaft
| Name                | Geburtstag         | Nationalität       |
| ------------------- | ------------------ | ------------------ |
| Andy Baker          | 30. September 1989 | Vereinigte Staaten |
| Robin Carpenter     | 20. Juni 1992      | Vereinigte Staaten |
| Oscar Clark         | 20. Februar 1989   | Vereinigte Staaten |
| Ben Hill            | 5. Februar 1990    | Australien         |
| Joseph Lewis        | 13. Januar 1989    | Australien         |
| Mathew Lipscomb     | 2. September 1993  | Vereinigte Staaten |
| Tyler Magner        | 3. Mai 1991        | Vereinigte Staaten |
| Alder Martz         | 11. September 1990 | Vereinigte Staaten |
| Joey Rosskopf       | 5. September 1989  | Vereinigte Staaten |
| Joseph Schmalz      | 3. März 1990       | Vereinigte Staaten |
| Edison Blair Turner | 14. Februar 1992   | Vereinigte Staaten |
| Thomas Wrona        | 18. Dezember 1994  | Vereinigte Staaten |
| Benjamin Zawacki    | 12. November 1987  | Vereinigte Staaten |